# Rod Price
Roderick Michael "Rod" Price (Willesden, 22 novembre 1947 – Wilton, 22 marzo 2005) è stato un chitarrista britannico noto soprattutto per essere stato uno dei membri originali della rock band brittanica dei Foghat.
Era conosciuto come magician of slide per il suo stile particolare nell'utilizzo della slide guitar, divenuta una sonorità caratterista del suo gruppo.
Ad inizio carriera, Price è stato il chitarrista della band Black Cat Bones (in sostituzione di Paul Kossoff), registrando con questa formazione, nel 1970, l'album Barbed Wire Sandwich. In precedenza aveva suonato anche con la Shakey Vic's Big City Blues Band e i Dynaflow Blues.
Nel 1971 si è unito ai Foghat, suonando con loro fino al 1981, sostituito da Erik Cartwright. Price è rientrato nel gruppo nel 1993 per poi lasciare nuovamente il gruppo nel 1999.
Dopo questo secondo abbandono intraprese la carriera solista pubblicando due album, Open (2000) e West Four (2003).
Price è morto nella sua casa di Wilton, New Hampshire, dove si era trasferito nel 1994, a causa di una caduta dalle scale in seguito ad un attacco cardiaco.